# Анадырь (корабль)
«Ана́дырь» — единственное судно проекта Р-756, большой морской транспорт вооружений (транспортное судно-док). Построен в 1988 году на верфи Вяртсиля-Марин («Wärtsilä Marine», Turku) в финском городе Турку под строительным номером С-1295. Предназначался для транспортировки и снабжения подводных лодок и кораблей военно-морского флота.

## История строительства
Контракт на постройку был заключен 7 января 1987 года. Под легендой прикрытия строительство судно-дока было заказано через В/О «Судоимпорт» как лихтеровоза для нужд ДВМП. Главным конструктором судна стал А. Сипипиля. Резка металла началась 1 июня 1987 года, а закладка состоялась 8 октября 1987 года на месте строительства судна «Трансшельф» (стр номер 1293), который ушёл с завода 24 апреля 1987 года. «Анадырь» спускали на воду 29 апреля 1988 года вместе с круизным лайнером «Royal Viking Sun» (стр номер 1296).
Ходовые испытания начались 13 сентября 1988 года, а подъём советского флага состоялся 28 октября 1988 года, после чего 31 октября 1988 года «Анадырь», под управлением приемной команды из 15 человек ушел с завода, и в первых числах ноября прибыл на Лиепайскую ВМБ для дооснащения и дооборудования. По окончании работ по адаптации судна к службе в ВМФ СССР и укомплектовании полным экипажем, в начале 1989 года БМТВ «Анадарь» был зачислен в состав ВМФ СССР в 14-ю бригаду ДК 22-й ДиМДС ТОФ с базированием на бухту Иванцова острова Русский.
Летом 1990 года, после почти двух лет стоянки и проведения гарантийного обслуживания, судно покинуло ВМБ Лиепая и через Северный морской путь направилось к месту своей постоянной дислокации на острове Русский, зайдя по пути в ВМБ Североморска, где во время кратковременной стоянки разместилось на одном причале с ТАРК «Киров».

## Конструкция
Длина судна 226 метра, 195,6 метра по ватерлинии. Ширина 30 метров. Глубина над стапелем 5 метров, длина стапель-палубы 150 метров. Водоизмещение стандартное 17 500 тонн, а полное водоизмещение судна достигало 27 500 тонн, при грузоподъёмности в 7500 тонн, водоизмещение порожнее 16 500 тонн. Максимальная грузоподъемность до 10 500 тонн. Средняя осадка 7 м, осадка на заходе в порты составляла 5,5 метра. Размер грузового трюма (док-камеры): длина 150 м, ширина в свету 18 м, свободная высота 11,4 м; крышки трюма имелись на протяжении 128 м). На крышках трюма было предусмотрено размещение 20- и 40-футовых контейнеров. Для погрузки/разгрузки судно могло погружаться до 13 метров по линии борта. Скорость полного хода до 21 узла, дальность плавания со скоростью 15 узлов составляла не менее 8000 миль. На судне имелись взлетно-посадочная площадка с ангаром на два вертолёта типа Ка-27 и козловой кран «Kone» грузоподъёмностью 120 тонн. Мощность силовой установки составляла 24 000 кВт (32 640 л. с.). Движителями являлись два винта регулируемого шага (ВРШ) производства «Kamewa», которые через два редуктора L&S получали крутящий момент от четырёх главных дизелей «Вяртсиля-Васа» 16V32D по 6000 кВт. Источником энергии служили четыре дизель-генератора «Вяртсиля-Васа» 6R22D по 840 кВт, один стояночный ДГ (СДГ) и один аварийный (АДГ). На судне имелись одно кормовое (КПУ) и одно носовое (НПУ) подруливающие устройства. Экипаж составлял от 75 до 80 человек, на судне могли расположится 639 пассажиров. Автономность плавания составляла 45 суток. Назначенный срок службы судна составлял 30 лет. Стоимость постройки оценивалась примерно в 50 миллионов долларов США.

## Эксплуатация
1988—1990 год — Лиепая.
1990—1993 год — Камчатка.
1993—1994 год — Владивосток.
В 1994 году БМТВ «Анадырь» был продан за 21,3 миллиона долларов США норвежской фирме «Анадырь ЛТД» («Anadir LTD»). Возраст судна на момент продажи составлял 6 лет. 14 июня 1994 года под видом перехода для несения боевой службы в Баренцевом море БМТВ «Анадырь» вышел из порта Владивосток, и в сентябре 1994 года пришёл в порт Эль-Феррол (Испания), где был передан руководителю фирмы «Анадырь ЛТД» Тору Ронховде. Позже судно перепродано в компанию «Голар-Нор Офшор» («Golar-Nor Offshore»), новое название компании «Тикей Петроярл» («Teekay Petrojarl») и подверглось серьёзным изменениям и было переоборудовано на верфях в Ферроль в плавучую нефтедобывающую платформу с подводных скважин. Новое имя судна — FPSO «Petrojarl Foinaven», порт приписки Нассау (Багамские Острова), проект получил обозначение «Petrojarl IV».
Основные характеристики после модернизации:
- Общая длина: 240 метров (790 футов).
- Отстойные баки: 1,750 m³.
- Балластная вода: 32,100 м³.
- Пресная вода: 900 м³.
- Питьевая вода: 45 м³.
- Проживание: 70 человек.
- Газ-дизельные двигатели: 4×16-цилиндровые + 4×18 цилиндровые, общей мощностью 51 000 кВт.
- Добыча нефти: 145000 баррелей в сутки (23,100 м³/сут) и 114 млн кубических футов в сутки (3,2 × 106 м³/сут) попутного газа.
- Ёмкости для хранения нефти: на 300 000 баррелей (48 000 м³).

Для переоборудования были использованы носовая и кормовая части БМТВ «Анадырь», в то время как средняя часть (док-камера) была отделена и продана для использования в качестве плавучего дока, а позднее (в 1999 году) из нее было построено буровое судно «Pride Africa»(разделано на лом в Индии в июле 2016 года).
В ходе проверки прокуратурой ТОФ предъявлено обвинение должностным лицам, участвовавшим в незаконном перемещении и реализации БМТВ «Анадырь». 29 мая 2003 года Московский гарнизонный военный суд признал контр-адмирала Юрия Кличугина виновным в превышении должностных полномочий и халатности, заключавшейся в занижении цены при продаже судна, и приговорил к 4,5 годам лишения свободы (освобождён по амнистии в зале суда). Общий ущерб был оценен в 4 миллиона 845 тысяч долларов США.